# NHL Plus/Minus Award
NHL Plus-Minus Award var ett pris som delades ut årligen till spelaren i National Hockey League som hade den bästa plus/minus-värderingen. Utmärkelsen delades ut för första gången 1983 som Emery Edge Plus-Minus Award och sponsrades av kommersiella företag. Den har haft många olika sponsorer genom åren men när den lades ner efter säsongen 2007–08 var den känd som Bud Light Plus-Minus Award.
Sedan inrättningen har den vunnits av Edmonton Oilers fyra gånger, och Philadelphia Flyers, St. Louis Blues och Detroit Red Wings tre gånger vardera. Sedan ligan började följa plus/minus som statistik har spelare från Boston Bruins vunnit kategorin nio gånger, Edmonton Oilers fem gånger och Philadelphia Flyers fyra och en halv gång.

## NHL Plus-Minus Award vinnare

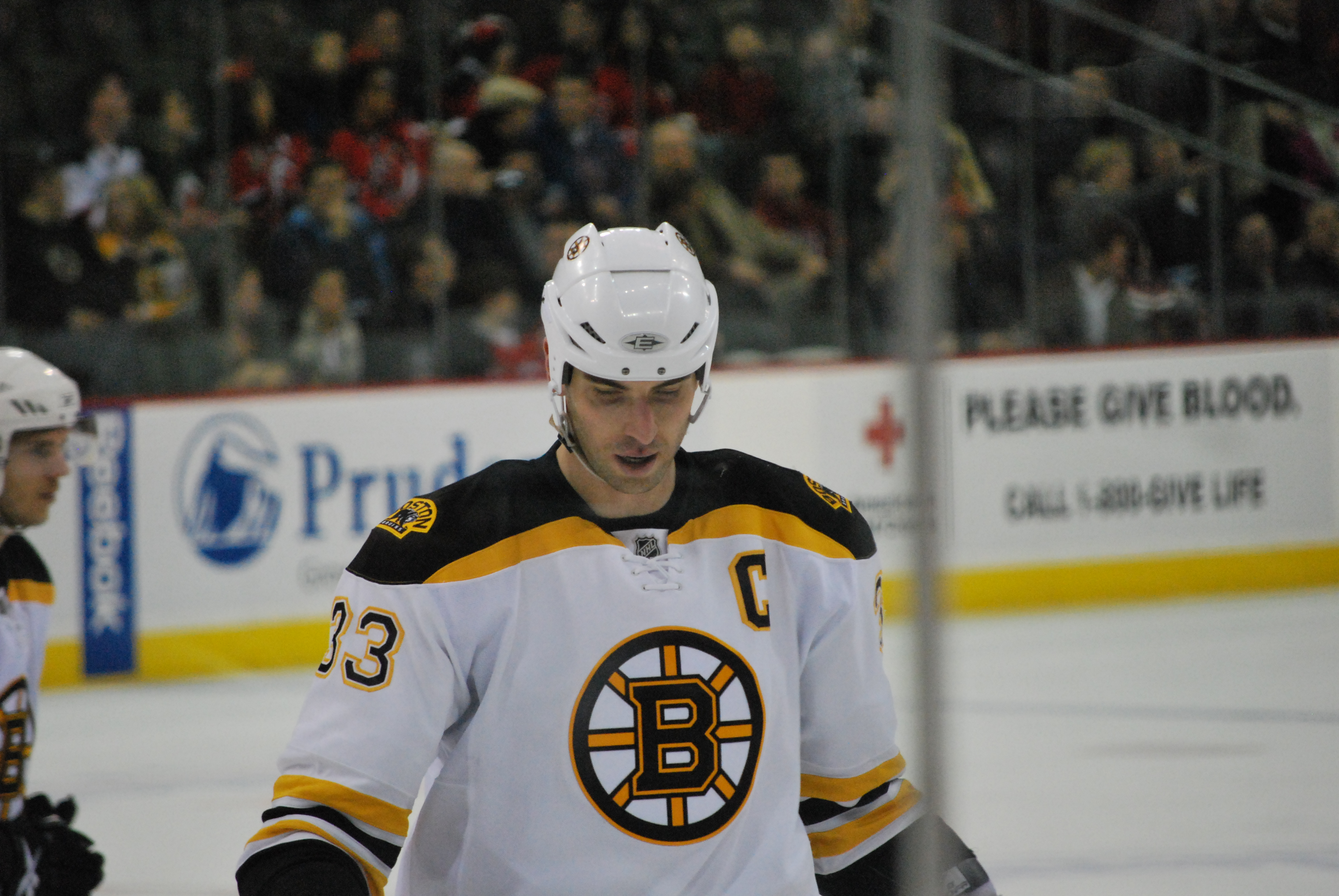
2011 års vinnare Zdeno Chára.

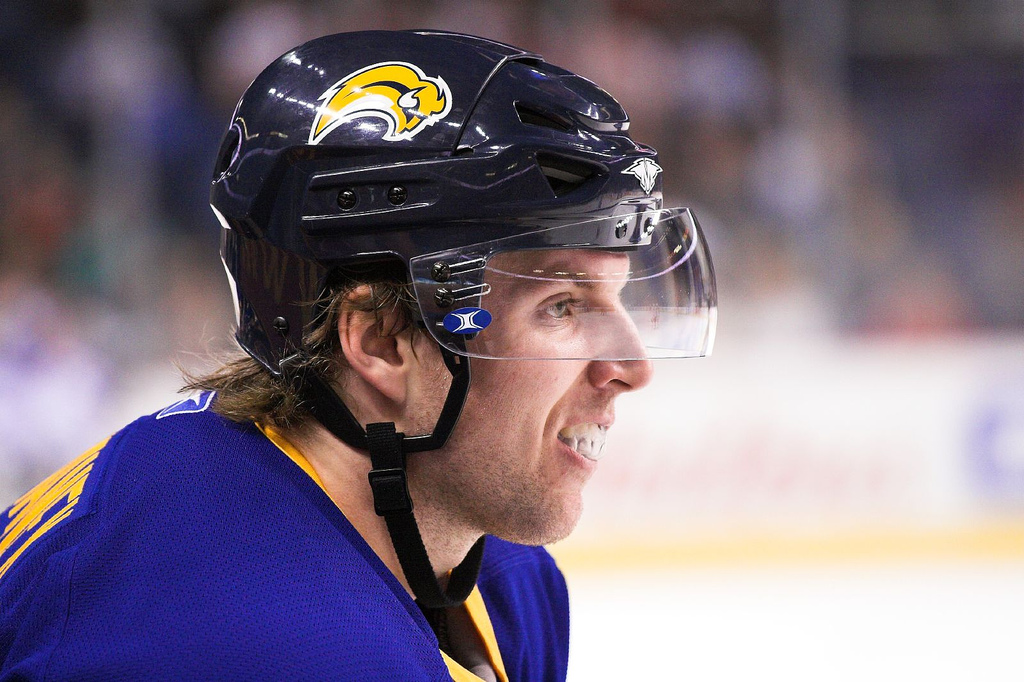
2007 års vinnare Thomas Vanek.

- 2008 – Pavel Datsjuk, Detroit Red Wings +41
- 2007 – Thomas Vanek, Buffalo Sabres +47
- 2006 – Wade Redden, Ottawa Senators och Michal Rozsival, New York Rangers +35
- 2005 – Ingen vinnare på grund av NHL-lockouten
- 2004 – Martin St. Louis, Tampa Bay Lightning och Marek Malik, Vancouver Canucks +35
- 2003 – Peter Forsberg och Milan Hejduk, Colorado Avalanche +52
- 2002 – Chris Chelios, Detroit Red Wings +40
- 2001 – Joe Sakic, Colorado Avalanche och Patrik Elias, New Jersey Devils +45
- 2000 – Chris Pronger, St. Louis Blues +52
- 1999 – John LeClair, Philadelphia Flyers +36 [1]
- 1998 – Chris Pronger, St. Louis Blues +47
- 1997 – John LeClair, Philadelphia Flyers +44
- 1996 – Vladimir Konstantinov, Detroit Red Wings +60
- 1995 – Ron Francis, Pittsburgh Penguins +30
- 1994 – Scott Stevens, New Jersey Devils +53
- 1993 – Mario Lemieux, Pittsburgh Penguins +55
- 1992 – Paul Ysebaert, Detroit Red Wings +44
- 1991 – Marty McSorley, Los Angeles Kings och Theoren Fleury, Calgary Flames +48
- 1990 – Paul Cavallini, St. Louis Blues +38
- 1989 – Joe Mullen, Calgary Flames +51
- 1988 – Brad McCrimmon, Calgary Flames +48
- 1987 – Wayne Gretzky, Edmonton Oilers +70
- 1986 – Mark Howe, Philadelphia Flyers +85
- 1985 – Wayne Gretzky, Edmonton Oilers +98
- 1984 – Wayne Gretzky, Edmonton Oilers +76
- 1983 – Charlie Huddy, Edmonton Oilers +62